# Polinomi separable
En matemàtiques, un polinomi P(X) és separable sobre un cos K si les seves arrels en una clausura algebraica de K són diferents - és a dir P(X) té factors lineals diferents en una extensió de cos prou gran. Equivalentement, P és separable si i només si és coprimer amb la seva derivada P′.
Els polinomis irreductibles sobre un cos perfecte són separables, el que inclou en particular tots els cossos de característica 0, i tots els cossos finits. Aquest criteri és de vital importància en la teoria de Galois. En aquest context, el concepte de separabilitat és de menor importància si P no se suposa irreductible, ja que les arrels repetides poden simplement reflectir que P no és lliure de quadrats.
El criteri que ens porta a treure conclusions ràpides sobre si P és irreductible i no separable és que P′(X) = 0. Això només és possible en cossos de característica p: necessitem tenir P(X) = Q(Xp) on el nombre primer p és la característica.
A continuació veurem un exemple:
P(X) = Xp − T
amb K un cos de funcions racionals en la indeterminada T sobre un cos finit amb p elements. Aquí un pot provar directament que P(X) és irreductible i no separable. De fet, aquest és el típic exemple on es pot veure la importància de la inseparabilitat; en termes geomètrics P representa l'aplicació en la recta projectiva sobre un cos finit, prenent coordenades com les seves potències pèssimes. Aquestes aplicacions són fonamentals en la geometria algebraica de cossos finits.
Si L és l'extensió de cossos K(T1/p) (el cos de descomposició de P) aleshores L/K és un exemple d'extensió de cossos inseparable pura. És de grau p, però no té automorfismes que deixin fixa K, a banda de la identitat, ja que T1/p és l'única arrel de P. Això mostra que la teoria de Galois no és aplicable en aquest entorn.
Es pot veure que el producte tensorial de cossos de L amb si mateix sobre K per a aquest exemple té elements nilpotents no nuls. Aquesta és una altra manifestació de la inseparabilitat: l'operació de producte tensorial en cossos necessita no produir un anell que sigui producte de cossos.
Si P(x) és separable, i les seves arrels formen un grup (un subgrup del cos K), aleshores P(x) és un polinomi additiu.